# Thelaira nigrina
Thelaira nigrina är en tvåvingeart som först beskrevs av Carl Fredrik Fallén 1817.  Thelaira nigrina ingår i släktet Thelaira, och familjen parasitflugor. Arten är reproducerande i Sverige.